# Jin Posterior (1616-1636)
A Dinastia Jin Posterior, oficialmente conhecida como Jin ou Grande Jin, foi uma dinastia imperial da China liderada pelos Jurchéns na Manchúria e precursora da Dinastia Qing. Estabelecido em 1616 pelo chefe Nurhachi dos Jurchéns de Jianzhou após sua reunificação das tribos Jurchéns, seu nome foi derivado da antiga Dinastia Jin fundada pelo clã Wanyan que governou o norte da China nos séculos XII e XIII.
Em 1635, a persistente Dinastia Yuan do Norte sob Ejei Khan submeteu-se formalmente ao Jin Posterior. No ano seguinte, Huang-Taiji renomeou oficialmente o reino para "Grande Qing", marcando assim o início da Dinastia Qing. Durante a Transição Ming-Qing, os Qing conquistaram a Dinastia Shun de Li Zicheng e vários pretendentes e legalistas da Ming do Sul, passando a governar um império que abrange toda a China, estendendo-se até o Tibete, Manchúria, Mongólia, Xinjiang e Taiwan até a Revolução Xinhai de 1911 estabeleceu a República da China.

## Nome
Os historiadores debatem se o nome oficial chinês do estado era "Jin" (金, Jīn), "Jin Posterior" (後金, Hòu Jīn), ou ambos. Qualquer um o descreve como uma continuação ou sucessor da dinastia Jin liderada pelos Jurchéns, estabelecida pelo clã Wanyan em 1115. A forma Manchu do nome era ᠠᡳ᠌ᠰᡳᠨ ᡤᡠᡵᡠᠨ (Aisin Gurun), que significa simplesmente "Estado Dourado".

## História

### Ascensão dos Jurchéns de Jianzhou
O povo Jurchén vivia tradicionalmente na Manchúria e foi então dividido em três tribos, a mais poderosa das quais durante a Dinastia Ming chamava-se Jurchéns de Jianzhou, vivendo em torno das montanhas Changbai. A fim de atacar e suprimir a Dinastia Yuan do Norte, o Imperador Hongwu enviou comissões militares para obter o controle das tribos Jurchen na Manchúria. O governo Ming dividiu os Jianzhou Jurchens em três wei (uma subdivisão militar durante a dinastia Ming), conhecidos coletivamente como os "Três Wei de Jianzhou". Os líderes das tribos Jurchen eram geralmente escolhidos como comandantes do wei.
A tribo do norte Jurchéns Selvagens era forte naquela época e atacou os Jurchéns de Jianzhou. Mengtemu, comandante do Jianzhou Wei, foi morto. Os Jurchéns de Jianzhou foram forçados a mover-se para o sul e finalmente se estabeleceram em Hetu Ala.

### Estabelecimento do Canato
Originalmente um vassalo Ming que oficialmente se considerava um guardião da fronteira Ming e um representante local do poder imperial Ming, o líder Jurchén de Jianzhou, Nurhaci, promoveu a unificação dos Jurchéns que viviam na Manchúria no início do século XVII. Ele organizou "Estandartes", unidades sociais-militares que incluíam elementos Jurchéns, chineses Han e mongóis. Nurhaci formou os clãs Jurchén em uma entidade unificada (que foi renomeada como "Manchu" em 1635 por Huang-Taiji) e proclamou o estabelecimento da nova dinastia chamada "Jin" (ou "Grande Jin") em 1616 e governou como cã. Isso marca o início da dinastia Jin Posterior.

### Expansão
Com o estabelecimento da dinastia Jin Posterior, Nurhaci assumiu uma atitude hostil em relação aos Ming por favoritismo e intromissão nos assuntos das tribos Jurchen. Em 1618, ele proclamou suas Sete Queixas (nadan amba koro ;七大恨) que efetivamente declarou guerra à dinastia Ming. Ele ocupou Fushun, Qinghe (清河) e outras cidades antes de recuar. A morte do vice-general Ming Zhang Chengyin (張承蔭) durante a Batalha de Fushun surpreendeu a corte Ming. No outono de 1618, ele atacou Yehe (葉赫) na tentativa de provocar os Ming. Os Ming foram então forçados a responder enviando forças expedicionárias no final do inverno rigoroso, lideradas pelo Comissário Militar Yang Hao ao longo de quatro rotas para sitiar Hetu Ala. Em uma série de batalhas de inverno conhecidas coletivamente como Batalha de Sarhū, Nurhaci quebrou três dos quatro exércitos Ming, forçando os sobreviventes e o quarto a recuar em desordem. Isso fez com que a esfera de poder do Later Jin se estendesse por toda a parte oriental de Liaoyang.
A mudança de sua corte de Jianzhou para Liaodong proporcionou a Nurhaci acesso a mais recursos; também o colocou em contato próximo com os domínios mongóis de Khorchin nas planícies da Mongólia. Embora nesta altura a nação mongol, outrora unida, já se tivesse fragmentado em tribos individuais e hostis, estas tribos ainda representavam uma séria ameaça à segurança das fronteiras Ming. A política de Nurhaci em relação aos Khorchins era procurar a sua amizade e cooperação contra os Ming, protegendo a sua fronteira ocidental de um poderoso inimigo potencial.
A série ininterrupta de sucessos militares de Nurhaci chegou ao fim em janeiro de 1626, quando ele foi derrotado por Yuan Chonghuan enquanto sitiava Ningyuan no meio de um inverno frio. Ele morreu alguns meses depois e foi sucedido por seu oitavo filho, Huang-Taiji, que emergiu após uma curta luta política entre outros potenciais candidatos como o novo cã.
Embora Hong Taiji fosse um líder experiente e comandante de duas bandeiras na época de sua sucessão, seu reinado não começou bem na frente militar. Os Jurchéns sofreram mais uma derrota em 1627 nas mãos de Yuan Chonghuan. Como antes, esta derrota deveu-se em parte aos canhões recém-adquiridos pelos Ming. Para corrigir sua disparidade tecnológica e numérica, Huang-Taiji em 1634 criou seu próprio corpo de artilharia, o ujen cooha (chinês: 重軍) entre suas tropas Han existentes que lançaram seus próprios canhões com a ajuda de metalúrgicos desertores chineses.
Um dos eventos definidores do reinado de Huang-Taiji foi a adoção oficial do nome "Homem" (满) para o povo Jurchen unido em novembro de 1635. Em 1635, os aliados mongóis dos Manchus foram totalmente incorporados a uma hierarquia separada da Bandeira, sob o comando direto dos Manchus. Huang-Taiji conquistou o território ao norte de Shanhai Pass pela dinastia Ming e Ligdan Khan na Mongólia Interior.
Em abril de 1636, a nobreza mongol da Mongólia Interior, a nobreza manchu e o mandarim Han mantiveram o Kurultai em Shenyang, recomendando o cã de Jin Posterior para ser o imperador do Grande Império Qing. Um dos selos de jade da dinastia Yuan também foi dedicado ao imperador (Bogd Sécén Khaan) pela nobreza. Quando foi dito que ele recebeu o selo imperial da dinastia Yuan por Ejei Khan, Huang-Taiji renomeou seu estado de "Jin" para "Grande Qing" e elevou sua posição de Cã a Imperador, sugerindo ambições imperiais além da unificação das tribos Manchu., e marcando o fim formal do período.

### Consequências
Isto foi seguido pela criação dos primeiros dois Estandartes Han em 1637 (aumentados para oito em 1642). Juntas, estas reformas militares permitiram que Huang-Taiji derrotasse contundentemente as forças Ming numa série de batalhas de 1640 a 1642 pelos territórios de Songshan e Jinzhou . Esta vitória final resultou na rendição de muitas das tropas mais experientes da dinastia Ming, na morte de Yuan Chonghuan nas mãos do Imperador Chongzhen (que erroneamente pensou que Yuan o havia traído) e na retirada completa e permanente do restante. Forças Ming ao norte da Grande Muralha.
Huang-Taiji morreu repentinamente em setembro de 1643, sem um herdeiro designado. Seu filho de cinco anos, Fulin, foi empossado como imperador Shunzhi, com o meio-irmão de Huang-Taiji, Dorgon, como regente e líder de fato da dinastia Qing.
Em 1644, as forças Shun lideradas por Li Zicheng capturaram a capital Ming, Pequim. No entanto, os Qing logo derrotariam e destruiriam as forças de Li Zicheng. O general Ming Wu Sangui recusou-se a servir as forças Shun de Li. Em vez disso, Wu fez uma aliança com Qing e abriu a passagem de Shanhai aos exércitos da Bandeira liderados por Dorgon, que derrotou Li e os rebeldes na Batalha da passagem de Shanhai e tomou a capital. Zhang Xianzhong e os príncipes enfeitiçados da família imperial Ming permaneceram no controle do sul da China como Ming do Sul, mas a dinastia Qing assumiu o controle de seus territórios em 1683.

## Galeria

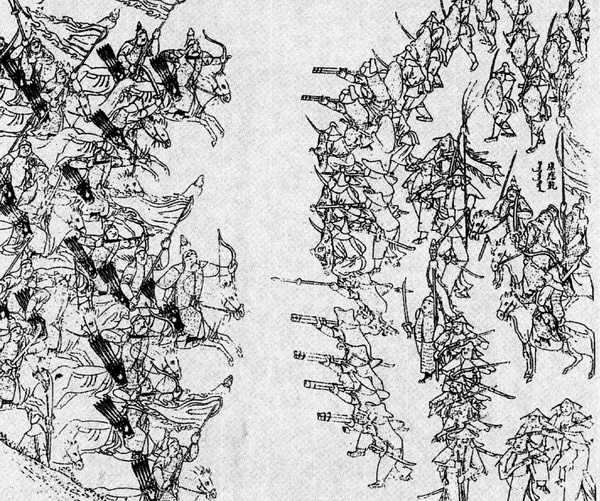
Cavalaria de Jin Posterior atacando a infantaria Ming na Batalha de Sarhū.
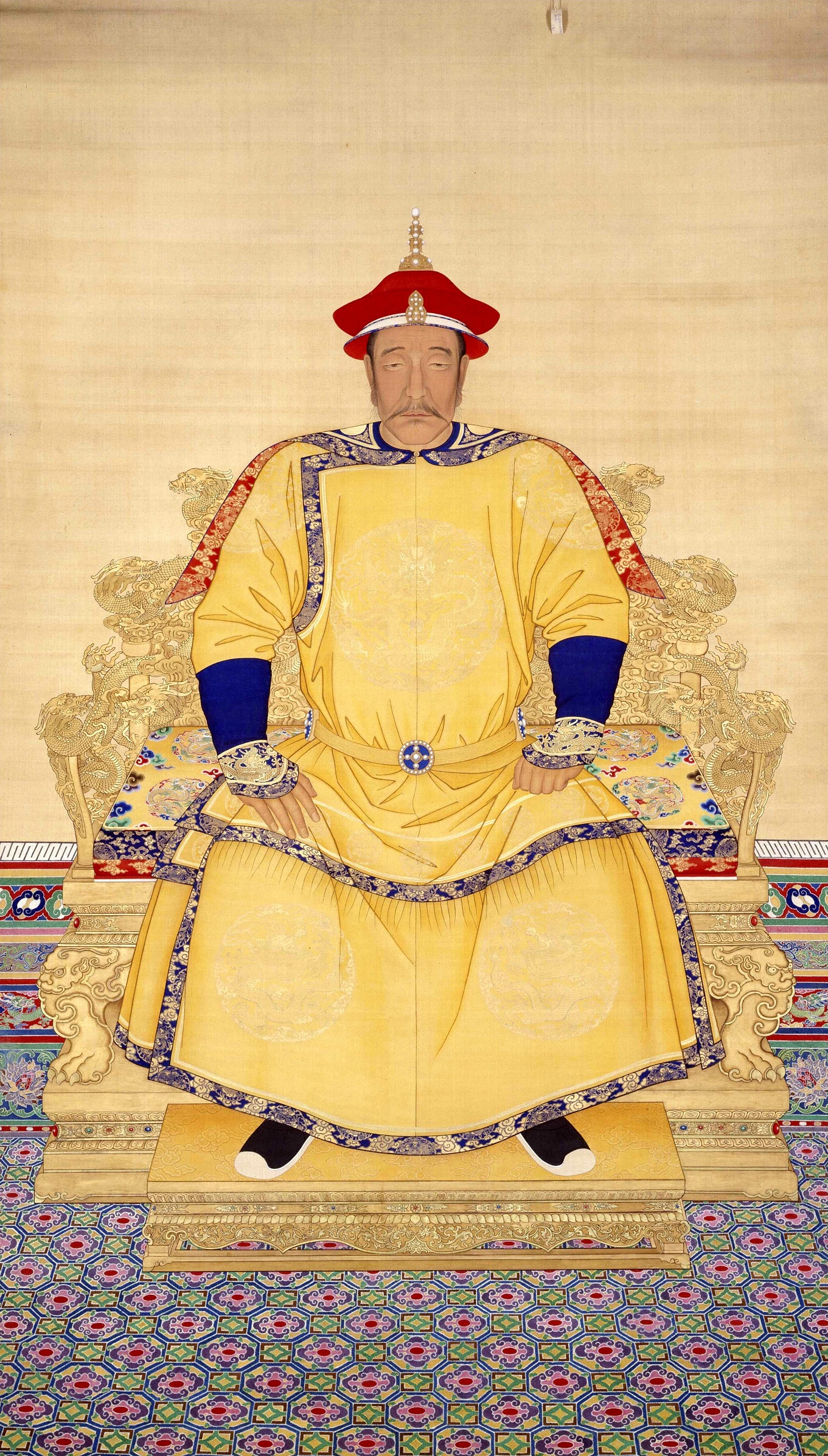
Retrato oficial de Nurhachi, o fundador da Dinastia Jin Posterior.
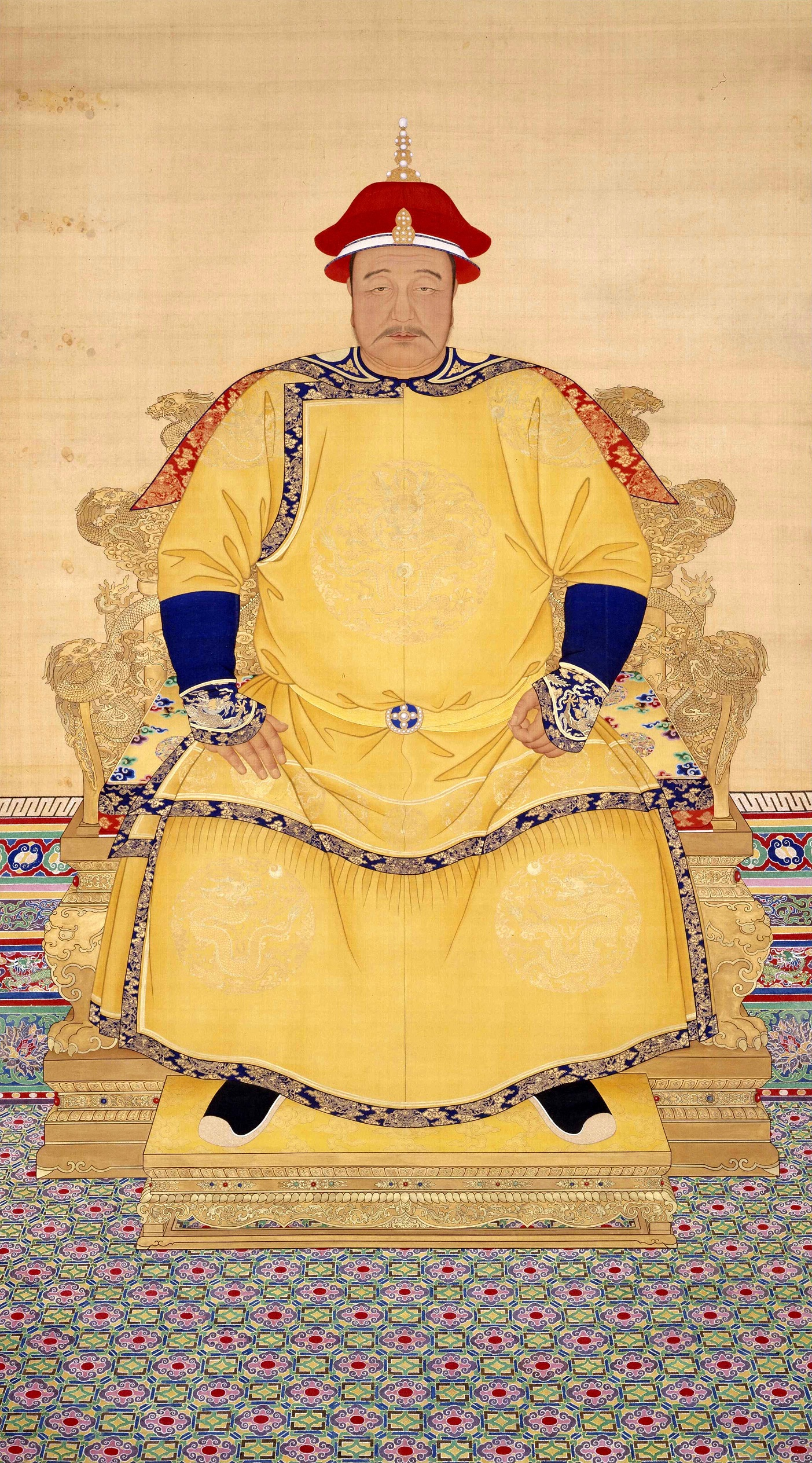
Retrato oficial de Huang-Taiji o segundo cã da Dinastia Jin Posterior e posteriormente fundador da Dinastia Qing.
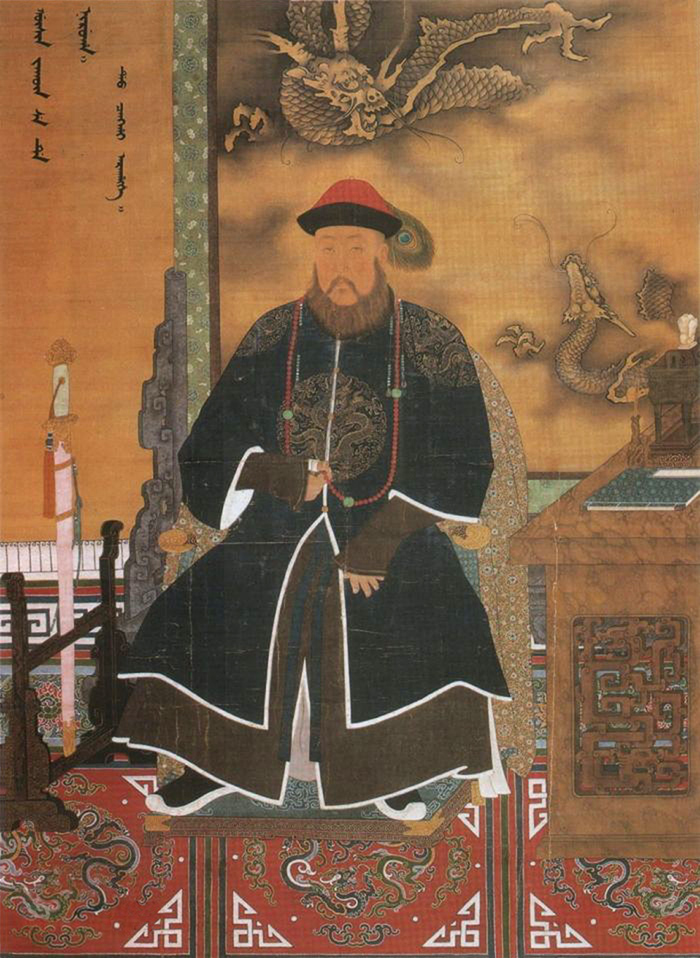
Dorgon, Príncipe Rui.